# Meerland
Meerland is een gehucht in de gemeente Oldambt, in de Nederlandse provincie Groningen, behorend tot het kerkdorp Oostwold. De naam verwijst naar het voormalige Huningameer. Nadat dit meer in de eerste helft van de 19e eeuw was drooggelegd, ontstond de buurtschap Meerland. De gronden die daarvoor nodig waren, werden ter beschikking gesteld door notaris Jan Fresemann Viëtor uit Winschoten. Zijn vrouw had deze gronden geërfd van haar vader, de vervener Berend Haitzema, die ook eigenaar was van bouwgrond aan de Kromme-Elleboog. Oorspronkelijk ging het om een rijtje van dertien arbeiderswoningen met grote tuinen. In 1840 had het buurtje 18 huizen met 101 inwoners. Na 1900 kwamen er nog tientallen huizen bij. .
Het buurtje lag vroeger erg afgelegen. Het kreeg in omstreeks 1860 een eigen school, opgericht door de Hervormde Kerk, maar sinds ongeveer 1870 gemeentelijk. School en onderwijzerswoning werden in 1891 vernieuwd, waarbij in de onderwijzerswoning een middeleeuws klokje werd opgehangen. De school had in 1957 nog 75 leerlingen, maar moest in 1984 zijn deuren sluiten. Naast de school stond vanaf 1922 een (orthodox) hervormd wijkgebouw met honderd zitplaatsen, dat tot vermoedelijk tot 1957 dienst deed. De Gereformeerde Kerk stichtte al eerder een verenigingsgebouw, later vervangen door een houten keet die 't Veenflamke werd genoemd.
De boerenbedrijven in Meerland waren betrekkelijk klein en hadden te kampen met een onvruchtbare bodem, die pas door gebruik van kunstmest meer ging opbrengen. De landbouwers sloten zich daarom niet aan bij de afdeling Beerta van de Groninger Maatschappij van Landbouw, maar richtten in 1892 een eigen Landbouwvereniging Ekamp-Meerland op, met als secretaris de bevlogen hoofdonderwijzer Philip F.H. Bekker (1865-1922). Later bestond er ook een coöperatieve aankoopvereniging met deze naam. Bekker schreef ook artikelen voor onderwijzerstijdschriften, onder andere over de natuur rond de Dollard.
Meerland ligt midden in het gebied waar het Blauwestad-project wordt aangelegd. Bij die aanleg werd de doorgaande weg van Meerland naar Midwolda opgebroken. Meerland ligt nu op een schiereiland in het nieuwe Oldambtmeer, waar omheen het woongebied Blauwestad gebouwd wordt.
In de plannen blijft Meerland zijn karakter van landelijk, agrarisch georiënteerd streekdorp behouden. De enige nieuwbouw die is voorzien is voor bewoners van het gebied waar het Oldambtmeer inmiddels is aangelegd.
Ten zuiden van het gehucht ligt het natuurreservaat Meerland met het laatste perceel hoogveen in de provincie Groningen (ooit een uitloper van het Bourtangerveen), een jong loofbos, grasland en een schaapskooi, die gebruikt wordt door een kudde schapen van Staatsbosbeheer. Dit reservaat blijft ook in het Blauwestad-project behouden.